# Englische Badmintonmeisterschaft 2024
Die Englische Badmintonmeisterschaft 2024  fand vom 3. bis zum 4. Februar 2024 in der University of Nottingham in Nottingham statt.

## Medaillengewinner
| Disziplin    | Gold                      | Silber                       | Bronze                           |
| ------------ | ------------------------- | ---------------------------- | -------------------------------- |
| Herreneinzel | Harry Huang               | Cholan Kayan                 | Nadeem Dalvi                     |
| Herreneinzel | Harry Huang               | Cholan Kayan                 | Dinuka Karunaratne               |
| Dameneinzel  | Kirby Ngan                | Leona Lee                    | Lisa Curtin                      |
| Dameneinzel  | Kirby Ngan                | Leona Lee                    | Tashvi Parab                     |
| Herrendoppel | Ben Lane Sean Vendy       | Rory Easton Zach Russ        | Callum Hemming Ethan van Leeuwen |
| Herrendoppel | Ben Lane Sean Vendy       | Rory Easton Zach Russ        | Alex Green Brandon Yap           |
| Damendoppel  | Chloe Birch Jenny Mairs   | Sian Kelly Elizabeth Tolman  | Abbygael Harris Annie Lado       |
| Damendoppel  | Chloe Birch Jenny Mairs   | Sian Kelly Elizabeth Tolman  | Georgina Bland Devon Minnis      |
| Mixed        | Gregory Mairs Jenny Mairs | Rory Easton Elizabeth Tolman | Samuel Jones Sian Kelly          |
| Mixed        | Gregory Mairs Jenny Mairs | Rory Easton Elizabeth Tolman | Brandon Yap Abbygael Harris      |